# فيرنون كول
فيرنون كول (بالإنجليزية: Vernon Cole)‏ هو لاعب كرة قدم كندية أمريكي، ولد في 26 مايو 1938 في بايلوت بوينت في الولايات المتحدة، وتوفي في 23 يونيو 1972 في واكو في الولايات المتحدة.

## وصلات خارجية
- فيرنون كول على موقع JustSportsStats.com (الإنجليزية)